# Torrelles de Llobregat

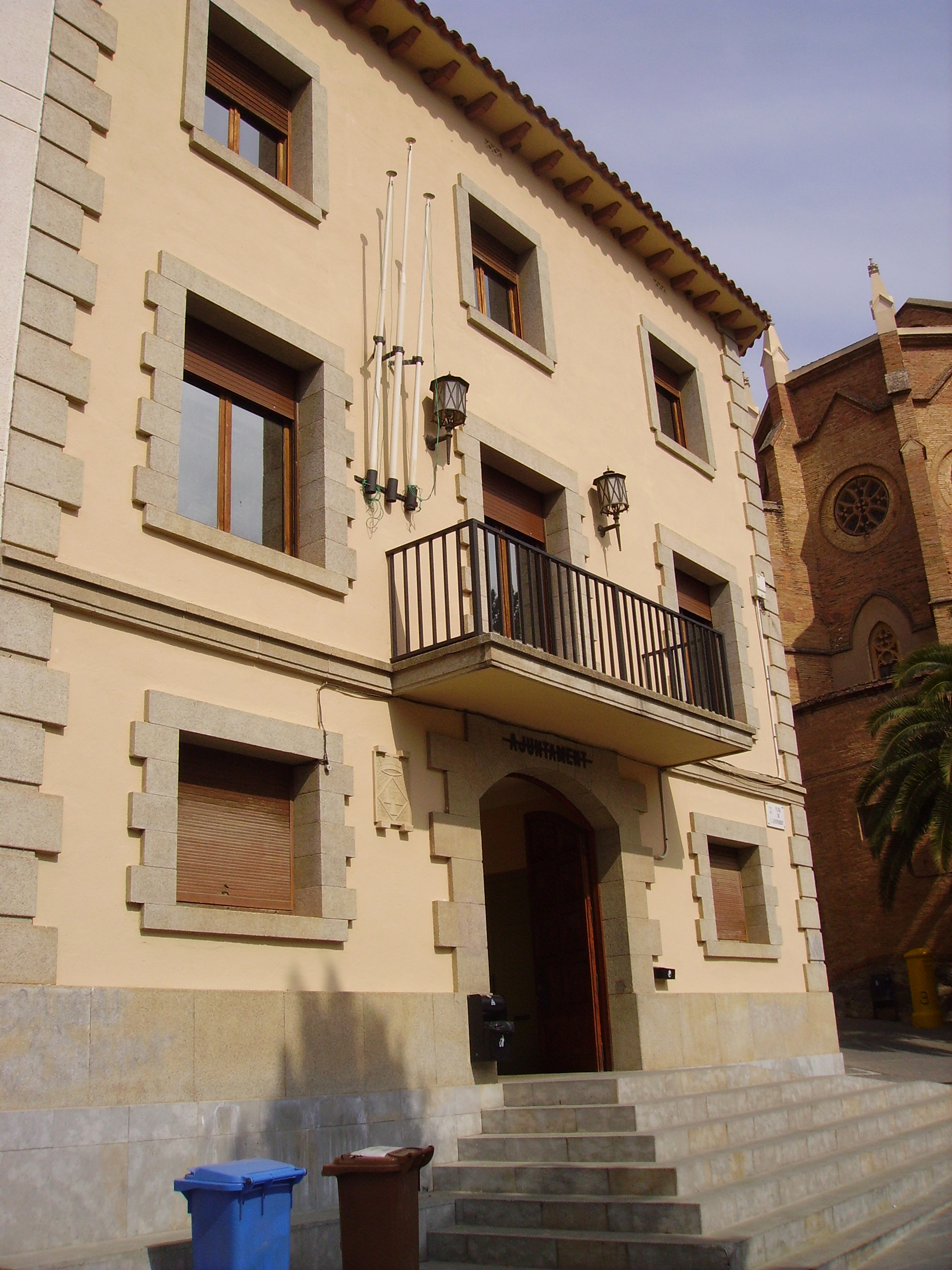
Ajuntament de Torrelles

Torrelles de Llobregat és un municipi de la comarca del Baix Llobregat.
Se situa a uns 20 km de Barcelona. El centre urbà és enmig d'unes valls de pinedes on hi ha moltes 'vinyes' (com s'anomenen en la contrada) de cirerers. Hi ha més de 5.660 habitants, la majoria dels quals treballen fora del municipi. El poble s'estructura a l'entorn d'un nucli al qual s'ha adossat un eixample de gran extensió compost de
- els ravals històrics: Raval Mas i Torrelletes separats del poble, i Raval Padró, Raval Javer, Raval Parruca i Raval Roig, ajuntats al nucli, i
- tres grans urbanitzacions: Can Güell, Can Guey i Cesalpina.

Municipi en terreny molt muntanyós, també conegut amb el nom de Sant Martí de Torrelles, es troba a la part oriental del massís de l'Ordal.

## Geografia
- Llista de topònims de Torrelles de Llobregat (Orografia: muntanyes, serres, collades, indrets..; hidrografia: rius, fonts...; edificis: cases, masies, esglésies, etc).

## Història
La primera menció del nom de Torrelles és del 964 (referit a una donació de terres recollida al Cartulari de Sant Cugat del Vallès). El primer torrellenc de nom conegut és en Geofred Tassio, del segle x. La quadra de Torrelles va pertànyer als senyors de Torrelles, antic llinatge català, fins a l'edat moderna. El 1392 Ramon de Torrelles, conseller i cambrer major del rei Martí, senyor de Rubí i de Torrelles de Llobregat es va casar amb Aldonça Olomar, senyora de Pallejà, unint-se aleshores els termes jurisdiccionals de Pallejà i de Torrelles. Durant el segle xv les guerres de remences (1462-1472 i 1484-85) i les epidèmies van arruïnar molts masos de la zona del Llobregat, i els Torrelles no tingueren més remei que reduir els censos. L'abolició dels mals usos per la Sentència Arbitral de Guadalupe (1486) no va afectar gaire uns pagesos que ja havien aconseguit l'enfranquiment de la cugúcia, la intestia i l'eixorquia des de 1240 per Bernat de Clariana, i de la quèstia i la tragina el 1296, per Guerau de Cervelló. Els conflictes jurisdiccionals entre els Torrelles i els Cervelló foren abundants i entre les dues senyories mai s'acabaren de resoldre les qüestions a causa del mer imperi. En el segle xv, Martí Benet de Torrelles es va casar amb Maria de Sentmenat i el seu fill Pere de Torrelles i Sentmenat, va heretar el terme de Torrelles. Al segle xviii, els senyors jurisdiccionals eren els marquesos de la Manresana.

## Turisme

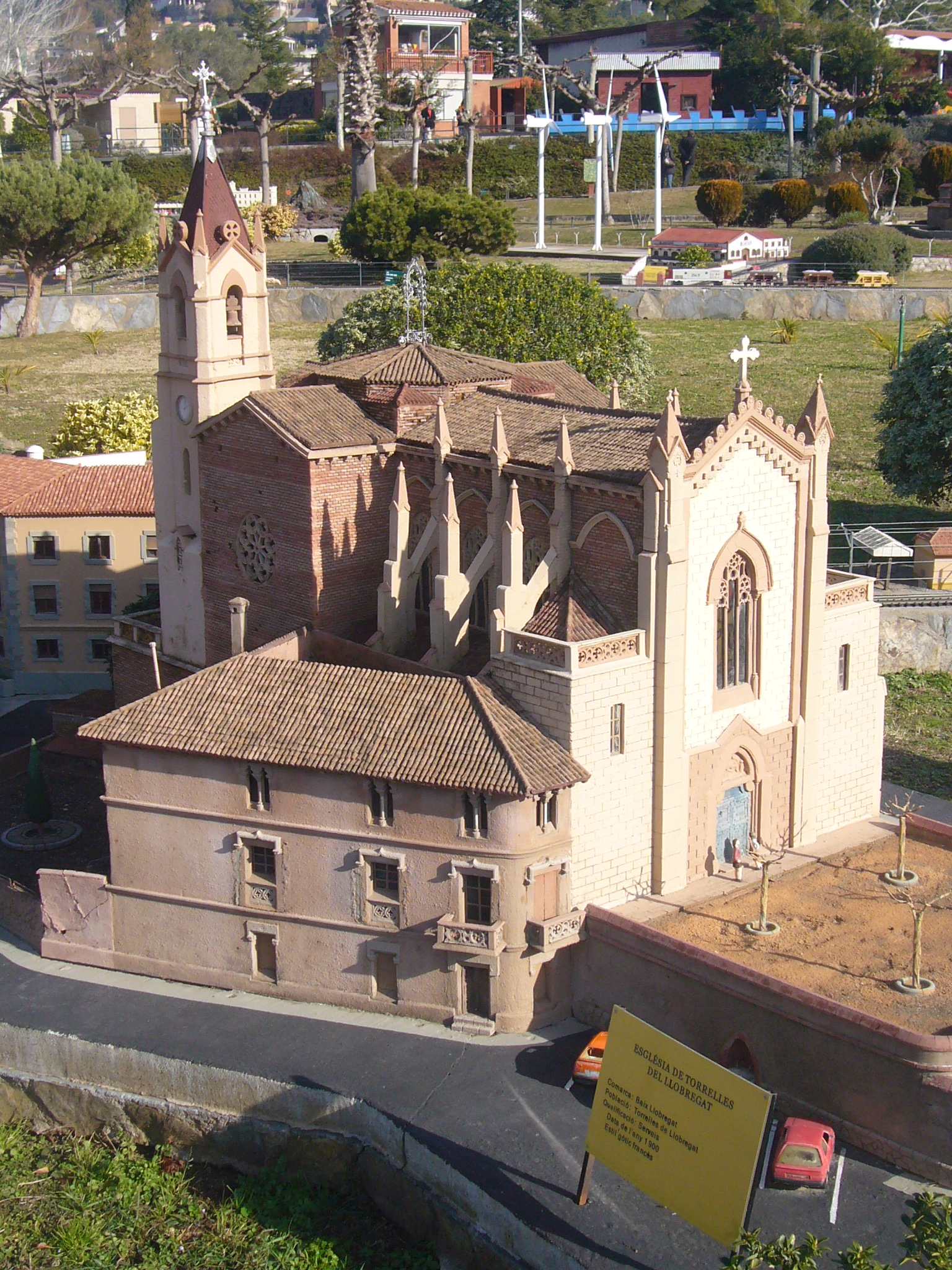
Maqueta a Catalunya en Miniatura de l'església parroquial de Sant Martí de Torrelles

A Torrelles de Llobregat hi ha Catalunya en Miniatura, el parc turístic cultural en miniatura més gran del món i l'únic existent a l'Estat espanyol. És el més gran dels 14 complexos de reproduccions en miniatura existents a Europa i compta amb 147 maquetes d'edificis de Catalunya i de totes les obres rellevants d'Antoni Gaudí. La primera pedra del parc va ser col·locada el 1983 pel president Jordi Pujol i per Joan Rigol, el qual és fill de Torrelles de Llobregat.
Des de l'any 2017 el municipi també s'ha fet molt famós a causa de les "virals" fotografies de les coves de Can Riera en les xarxes socials (també conegudes com el "Antelope Canyon Català", amb gran atractiu turístic.

## Demografia[5]
| 1497 f | 1515 f | 1553 f | 1717 | 1787 | 1857 | 1877 | 1887 | 1900 | 1910 |
| ------ | ------ | ------ | ---- | ---- | ---- | ---- | ---- | ---- | ---- |
| 14     | 12     | 16     | 178  | 256  | 492  | 488  | 637  | 682  | 713  |

| 1920 | 1930 | 1940 | 1950 | 1960 | 1970 | 1981  | 1990  | 1992  | 1994  |
| ---- | ---- | ---- | ---- | ---- | ---- | ----- | ----- | ----- | ----- |
| 734  | 785  | 724  | 732  | 740  | 872  | 1.469 | 2.179 | 2.486 | 2.486 |

| 1996  | 1998  | 2000  | 2002  | 2004  | 2006  | 2008  | 2010  | 2012  | 2014  |
| ----- | ----- | ----- | ----- | ----- | ----- | ----- | ----- | ----- | ----- |
| 3.114 | 3.216 | 3.574 | 3.912 | 4.324 | 4.861 | 5.208 | 5.526 | 5.740 | 5.851 |

| 2016  | 2018  | 2020  | 2022  | 2024  | 2026 | 2028 | 2030 | 2032 | 2034 |
| ----- | ----- | ----- | ----- | ----- | ---- | ---- | ---- | ---- | ---- |
| 5.933 | 5.945 | 6.073 | 6.186 | 6.155 | -    | -    | -    | -    | -    |

## Administració
| Període     | Alcalde o alcaldessa                                  | Partit polític              | Data de possessió | Observacions |
| ----------- | ----------------------------------------------------- | --------------------------- | ----------------- | ------------ |
| 1979–1983   | Esteve Vendrell Granell / Abel Romeu Rodríguez        | Poble i Progrés (PiP)       | 19/04/1979        | --           |
| 1983–1987   | Josep Olivella Cifré                                  | Poble i Progrés (PiP)       | 28/05/1983        | --           |
| 1987–1991   | Josep Olivella Cifré                                  | Poble i Progrés (PiP)       | 30/06/1987        | --           |
| 1991–1995   | Josep Olivella Cifré / Joan Ramell Perpinyà           | Poble i Progrés (PiP)       | 15/06/1991        | --           |
| 1995–1999   | Joan Ramell Perpinyà                                  | Poble i Progrés (PiP)       | 17/06/1995        | --           |
| 1999–2003   | Isabel Gimeno Campderròs / Àngel Santos Herrera       | Poble i Progrés (PiP) / CIU | 03/07/1999        | --           |
| 2003–2007   | María Isabel Garcerán i Valls / Glòria Matas Montmany | PSC / ERC                   | 14/06/2003        | --           |
| 2007–2011   | Glòria Matas Montmany                                 | ERC                         | 16/06/2007        | --           |
| 2011–2015   | Ferran Puig Verdaguer                                 | Poble i Progrés (PiP)       | 11/06/2011        | --           |
| 2015–2019   | Ferran Puig Verdaguer                                 | CATtorrelles (1)            | 13/06/2015        | --           |
| 2019-2023   | n/d                                                   | n/d                         | 15/06/2019        | --           |
| Des de 2023 | n/d                                                   | n/d                         | 17/06/2023        | --           |

 (1: Coalició electoral formada per Poble i Progrés i electors independents)

## Festes i fires
- Festa de la Cirera

Torrelles de Llobregat conserva una terra treballada i una economia lligada al cultiu dels cirerers. El municipi manté desenes d'agricultors en actiu, centenars d'hectàrees de terreny productiu. La terra torrellenca i el seu fruit més apreciat, la cirera, han adquirit reconeixement i garantia de qualitat arreu del país. La cirera de Torrelles és un fruit selecte i apreciat. Cada primer cap de setmana de juny se celebra la seva festa.
- Tres Tombs

Els Tres Tombs és una festa consistent en una desfilada de cavalleries, en totes les seves modalitats: cavalls muntats, carruatges de luxe i carros de pagès, que es realitza amb motiu de la celebració de la festivitat de Sant Antoni Abat, patró dels animals. A Torrelles de Llobregat acostuma a celebrar-se la segona quinzena del mes d'abril, i té una durada de dos dies, en els quals es realitzen diferents activitats i es programen les sortides dels carruatges i cavalls.
- Sant Pau

Festa Major de Torrelles. Se celebra el 25 de gener. Una de les activitats més rellevant de la festa és el Concurs d'Estelladors, de caràcter local i nacional, únic a Catalunya. Es tracta de fer 4 estelles de troncs d'arbres fent servir la massa i els tascons.

## Entitats i Associacions

### Associació de Dones Pla de les Bruixes
El 1997 un grup de dones de Torrelles, emprenedores i amb moltes inquietuds, van trobar-se per a compartir i contrastar els neguits i afinitats, creant l'Associació de Dones Pla de les Bruixes de Torrelles de Llobregat. Des d'aleshores treballen amb l'objectiu de fer visible l'aportació de les dones a la col·lectivitat, de ser considerades co-protagonistes a la societat i arribar a la igualtat dona-home.
El nom de l'associació “Pla de les Bruixes” és un homenatge a les dones que segles enrere van desafiar les normes i el paper de submissió que se'ls imposava i que es trobaven d'amagat en indrets així anomenats per tal d'intercanviar la seva saviesa i experiències.
L'Associació forma part de la Federació de Dones del Baix Llobregat i la Plataforma contra les violències de gènere. A més, mantenen contactes amb la Xarxa Feminista i altres grups de dones.
La seva contribució és aportada en diversos àmbits: Organitzen cursos i tallers per tenir cura del cos (ioga, tai-txi, moviments regenerador…) i per potenciar les habilitats (estampació sobre roba, restauració de mobles, filosofia, pintura i dibuix, costura, patchwork, punt de creu, ganxet, fotografía…); Organitzen xerrades, conferències, tallers, espectacles i altres activitats lúdiques i culturals al voltant de dates assenyalades:
- 8 de març Dia de la Dona
- Maig Salut, conferències i altres activitats al voltant de la salut prenent la dona com a subjecte i com la que te cura de la familia
- Abril literari, presentació d'una escriptora, lectures, intercanvi de llibres…
- Octubre de Passions
- 25 de Novembre Dia contra la Violència envers les Dones
- Participació activa a les festes majors de Sant Pau i Sant Martí

Organitzen sortides i caminades perquè pensen que moure’s és salut i alhora els permet gaudir de la natura i el seu entorn. I finalment, tenen projectes solidaris. Actualment, treballen la cooperació amb una associació de dones de Gàmbia. 

En definitiva, fomenten l'aprenentatge i l'intercanvi d'experiències, organitzen activitats lúdiques (sopars, anar el teatre, etc), promouen una vida activa i cultiven l'optimisme i el respecte cap a les altres persones. Per això el conjunt d'activitats que realitzen són obertes a tothom sense discriminació de sexe.

### Centre Excursionista Torrellenc
El Centre Excursionista Torrellenc es va fundar l'any 1981. Actualment compta amb 139 socis. Les activitats impartides giren al voltant de la muntanya: excursionisme, alpinisme, escalada, espeleologia, descens d'engorjats, etc., incidint en la importància de la relació equilibrada amb el medi. El CET està format per gent que té molt clar que un poble no és només un conjunt de gent que viuen els uns a la vora dels altres, sinó que un poble ha de ser viu, mantenir els seus costums, celebrar les seves festes. És per això que un dels pil·lars de l'associació és crear activitats com: audiovisuals, caminades populars, Raid d'Aventures Torrelles, etc.

### Esplai Arc de Sant Martí
L'Esplai Arc de Sant Martí està integrat per un grup de monitors voluntaris que porten a terme una tasca educativa amb uns objectius concrets. L'esplai està dividit en 5 grups d'edats diferents, de 6 a 16 anys. Cada grup té el nom d'un color representatiu de l'Arc de Sant Martí: GROCS, de 6 i 7 anys, TARONGES, de 8 i 9 anys, VERMELLS, de 10 i 11 anys, BLAUS, de 12 i 13 anys, BLANCS, de 14 a 16 anys i NEGRES, de 17 anys. En algunes ocasions, els grups BLANCS i NEGRES s'uneixen en un sol grup, els GRISOS.
L'activitat fonamental que treballen amb els nens/es és el joc mitjançant el qual aprenen a conèixer el món, dominar les coses materials i relacionar-se amb altres persones. En aquesta activitat tenen molt en compte les necessitats dels nens en funció del seu creixement, tant físic com social. L'esplai Arc de Sant Martí organitza excursions i acampades per cohesionar el grup, i participen en les festes majors i altres festes populars per ajudar a viure el compromís dins del poble on viuen i actuen.

### Cooperativa Torrelles de Llobregat
La Cooperativa de Torrelles de Llobregat, també coneguda com a Societat Cooperativa Catalana Limitada Torrelles (COOPTOR) és l'única entitat que aglutina la major part dels pagesos del municipi amb l'objectiu d'oferir-los suport en el desenvolupament de la seva professió. Actualment, sota el seu paraigües trobem una quarantena de productors locals.

### Associació Naturalista Torrellenca
La gent que va constituir aquesta entitat volia conèixer, estudiar, divulgar, defensar i conservar els valors naturals de Torrelles de Llobregat i el seu entorn. Els seus objectius inicials, que consten en els Estatuts, són millorar la qualitat ambiental de l'entorn i fomentar el desenvolupament sostenible de la societat mitjançant la informació, educació i conscienciació dels ciutadans en temes mediambientals, i la realització i participació en activitats que garanteixin aquesta finalitat. Les seves propostes d'activitats són diverses: l'estudi i divulgació de la natura a partir de sortides de camp, cursos, conferències, concursos, publicacions, etc. i la defensa i protecció dels valors naturals del seu entorn per tal de poder continuar gaudint-ne sense deixar de pensar globalment.